# رايموند يوهانسن
رايموند يوهانسن هو سياسي نرويجي، ولد في 14 فبراير 1961 في أوسلو في النرويج. نشط حزبياً في حزب العمال والحزب الاشتراكي اليساري.

## مناصب
- انتخب ممثل رئيس حزب [الإنجليزية]‏ حزب العمال (2009 – 2015).
- انتخب وزير دولة [الإنجليزية]‏ Ministry of Foreign Affairs (Norway) [الإنجليزية]‏ (28 أكتوبر 2005 – 24 أبريل 2009).
- انتخب عمدة أوسلو [الإنجليزية]‏ (21 أكتوبر 2015 – ).
- انتخب وزير دولة [الإنجليزية]‏ Ministry of Foreign Affairs (Norway) [الإنجليزية]‏ (17 مارس 2000 – 19 أكتوبر 2001).

## وصلات خارجية
- رايموند يوهانسن على موقع IMDb (الإنجليزية)